# Гросрусбах
Гросрусбах (нем. Großrußbach) — ярмарочная коммуна (нем. Marktgemeinde) в Австрии, в федеральной земле Нижняя Австрия.
Входит в состав округа Корнойбург. Население составляет 2034 человека (на 31 декабря 2005 года). Занимает площадь 32,71 км². Официальный код — 31205.

## Политическая ситуация
Бургомистр коммуны — Йохан Мюллер (АНП) по результатам выборов 2010 года.
Совет представителей коммуны (нем. Gemeinderat) состоит из 19 мест.
- АНП занимает 15 мест.
- СДПА занимает 3 места.
- АПС занимает 1 место.